# Trofeo Las Salinas-Alcudia 2023
La 16.ª edición de la clásica ciclista Trofeo Las Salinas-Alcudia fue una carrera en España que se celebró el 26 de enero de 2023 sobre un recorrido de 158,6 kilómetros en la isla balear de Mallorca. La carrera formó parte del segundo trofeo de la Challenge Ciclista a Mallorca 2023.
La carrera formó parte del UCI Europe Tour 2023, calendario ciclístico de los Circuitos Continentales UCI, dentro de la categoría 1.1 y fue ganada por el neerlandés Marijn van den Berg del EF Education-EasyPost. Completaron el podio, como segundo y tercer clasificado respectivamente, el británico Ethan Vernon del Soudal Quick-Step y el eritreo Biniam Girmay del Intermarché-Circus-Wanty.

## Equipos participantes
Tomaron parte en la carrera 21 equipos: 8 de categoría UCI WorldTeam, 10 de categoría UCI ProTeam, 1 de categoría Continental y una selección nacional. Formaron así un pelotón de 147 ciclistas de los que acabaron 131. Los equipos participantes fueron:
| WorldTeams (8)- Bora-Hansgrohe - Arkéa-Samsic - Cofidis - EF Education-EasyPost - Intermarché-Circus-Wanty - Movistar Team - Soudal Quick-Step - UAE Team Emirates ProTeams (10)- Burgos-BH - Caja Rural-Seguros RGA - Eolo-Kometa - Euskaltel-Euskadi - Equipo Kern Pharma - Green Project-Bardiani CSF-Faizanè - Human Powered Health - Israel-Premier Tech - Lotto Dstny - Team Flanders-Baloise Equipos continentales (2)- Electro Hiper Europa - Project Echelon Racing Equipo nacional- España |
| |

## Clasificación final
- La clasificación finalizó de la siguiente forma:[3]

| \| Clasificación general \| Clasificación general \| Clasificación general \| Clasificación general \| Clasificación general \| \| Ciclista \| Ciclista \| Equipo \| Tiempo \| \| \| --------------------- \| --------------------- \| ------------------------ \| --------------------- \| --------------------- \| \| 1.º \| Marijn van den Berg \| EF Education-EasyPost \| 3 h 37 min 31 s \| \| \| 2.º \| Ethan Vernon \| Soudal Quick-Step \| + 0 s \| \| \| 3.º \| Biniam Girmay \| Intermarché-Circus-Wanty \| + 0 s \| \| \| 4.º \| Axel Zingle \| Cofidis \| + 0 s \| \| \| 5.º \| Antonio Jesús Soto \| Euskaltel-Euskadi \| + 0 s \| \| \| 6.º \| Max Kanter \| Movistar Team \| + 0 s \| \| \| 7.º \| Carlos Canal \| Euskaltel-Euskadi \| + 0 s \| \| \| 8.º \| Rui Oliveira \| UAE Team Emirates \| + 0 s \| \| \| 9.º \| Mike Teunissen \| Intermarché-Circus-Wanty \| + 0 s \| \| \| 10.º \| Patrick Konrad \| Bora-Hansgrohe \| + 0 s \| \| |                     |                          |                 |
| |                     |                          |                 |
| Fuente: ProCyclingStats |                     |                          |                 |
| Clasificación general |                     |                          |                 |
| Ciclista | Ciclista            | Equipo                   | Tiempo          |
| 1.º | Marijn van den Berg | EF Education-EasyPost    | 3 h 37 min 31 s |
| 2.º | Ethan Vernon        | Soudal Quick-Step        | + 0 s           |
| 3.º | Biniam Girmay       | Intermarché-Circus-Wanty | + 0 s           |
| 4.º | Axel Zingle         | Cofidis                  | + 0 s           |
| 5.º | Antonio Jesús Soto  | Euskaltel-Euskadi        | + 0 s           |
| 6.º | Max Kanter          | Movistar Team            | + 0 s           |
| 7.º | Carlos Canal        | Euskaltel-Euskadi        | + 0 s           |
| 8.º | Rui Oliveira        | UAE Team Emirates        | + 0 s           |
| 9.º | Mike Teunissen      | Intermarché-Circus-Wanty | + 0 s           |
| 10.º | Patrick Konrad      | Bora-Hansgrohe           | + 0 s           |

## UCI World Ranking
El Trofeo Las Salinas-Alcudia otorgó puntos para el UCI World Ranking para corredores de los equipos en las categorías UCI WorldTeam, UCI ProTeam y Continental. Las siguientes tablas son el baremo de puntuación y los diez corredores que obtuvieron más puntos:
| Posición   | 1.º | 2.º | 3.º | 4.º | 5.º | 6.º | 7.º | 8.º | 9.º | 10.º | 11.º | 12.º | 13.º-15.º | 16.º-25.º |
| Puntuación | 125 | 85  | 70  | 60  | 50  | 40  | 35  | 30  | 25  | 20   | 15   | 10   | 5         | 3         |

| Clasificación |                     |                          |        |
| Posición      | Ciclista            | Equipo                   | Puntos |
| ------------- | ------------------- | ------------------------ | ------ |
| 1.º           | Marijn van den Berg | EF Education-EasyPost    | 125    |
| 2.º           | Ethan Vernon        | Soudal Quick-Step        | 85     |
| 3.º           | Biniam Girmay       | Intermarché-Circus-Wanty | 70     |
| 4.º           | Axel Zingle         | Cofidis                  | 60     |
| 5.º           | Antonio Jesús Soto  | Euskaltel-Euskadi        | 50     |
| 6.º           | Max Kanter          | Movistar                 | 40     |
| 7.º           | Carlos Canal        | Euskaltel-Euskadi        | 35     |
| 8.º           | Rui Oliveira        | UAE Emirates             | 30     |
| 9.º           | Mike Teunissen      | Intermarché-Circus-Wanty | 25     |
| 10.º          | Patrick Konrad      | Bora-Hansgrohe           | 20     |